# Cranichis lichenophila
Cranichis lichenophila là một loài thực vật có hoa trong họ Lan. Loài này được D.Weber mô tả khoa học đầu tiên năm 1973.